# Дени Сасу Нгесо
Дени Сасу Нгесо (фр. Denis Sassou Nguesso; Еду, 23. новембар 1943) је политичар и председник Републике Конго од 1997. године. Био је и председник Народне Републике Конго од 1979. до њеног укидања 1992. године. Такође је председник Радничке партије Конга од 1979. године.

## Биографија
Рођен је 1943. године у месту Еду, у племену Мбочи, на северу земље. Ушао је у војску 1960. године, нетом пре проглашења независности Републике Конго од француске колонијалне власти. Брзо се истакао у војсци, па је био послат на војне вежбе у Алжир и Француску. Био је уверени социјалиста још од 1963, тако да је 1968. године учествовао у војном удару којег је извршио Марјан Нгуаби. Био је један од оснивача Радничке партије Конга 1969. године.
Године 1970, именован је директором за безбедност и добио министарско место у новој влади. Након атентата на Нгуабија 1977. године, Нгесо је задржао утицај у новонасталој ситуацији, накратко дошавши на чело Војног комитета Радничке партије Конга, који је привремено контролисао државу док нови председник није постао Жоаким Јомби-Опанго. Нгесо је био награђен промакнућем у пуковника и додељењем места заменика председника Војног комитета РПК. Био је начелу ове функције до 5. фебруара 1979. године, када је Опанго био принуђен дати оставку због оптужби за корупцију. Дана 8. фебруара 1979, Нгесо је изабран за новог председника.

### Председник НР Конга
Нгесо је био изузетно посвећен марксизму, али је упркос томе водио прагматичну политику. Преговарао је са Међународним монетарним фондом о добивању зајмова и допустио страним улагачима из Француске и САД да врше вађење нафте и минерала. Године 1981, посетио је Москву и потписао двадесетогодишњи споразум о пријатељству и сарадњи са Совјетским Савезом.
Фебруара 1984. године, Нгесо је поновно био изабран на још један петогодишњи мандат председника државе, а на Трећем конгресу РПК, јула 1984, за председника Централног комитета Радничке партије. Од 1986. до 1987. године био је председник Организације афричког јединства. Крајем 1987, суочио се с озбиљном војном побуном на северу државе.
На Четвртом конгресу РПК, јула 1989, поновно је био изабран за председника партије и председника републике. Исте године, под утицајем економско-политичких промена у Источном блоку и под притиском Француза, покренуо је реформе чији је коначни циљ био ресторација капитализма у Конгу. Године 1990, увео је вишестраначје, а остали страначки вође су му дозволили да остане на месту председника до краја реформи у држави.

### Избори 1992. године
На парламентарним изборима јула 1992. године, Радничка партија Конга освојила је само 19 од 125 посланичких места. На председничким зобирима одржаним у августу исте године, Нгесо је испао у првом гласачком кругу, на трећем месту са 17% освојених гласова. У другом кругу Нгесо је подржао Паскала Лисубу, који је напослетку постао нови председник. Едуар Колелас је завршио на другом месту.
Лисуба је ускоро био оптужен за организоване преваре током гласања, а крајем 1993. године између Лисубе и Колеласа су избили сукоби у којима је погинуло око 1500 људи. Наредне године, Нгесо је напустио Конго и отишао у Париз. Вратио се 26. јануара 1997. године, како би учествовао на председничким изборима у јулу.

### Председник Републике Конго
Јуна 1997. године, владине снаге опколиле су Нгесову кућу у Бразавилу, јер су се у њој налазили људи који су наводно учествовали у уличном насиљу 1993. године. Избио је сукоб између владиних снага и Нгесове личне страже, који је ускоро прерастао у грађански рат. Нгесо је до октобра, уз помоћ трупа из Анголе, имао контролу над целом земљом и положио председничку заклетву 25. октобра 1997. године.
Године 1998, покренуо је период трогодишње транзиције и следеће изборе зацртао за 2002. годину. На тим изборима је освојио 90% гласова. Његов једини против кандидат, Андре Милонго, повукао је кандидатуру три дана пре избора, тврдећи да ће избори били лажирани. Јануара исте године, усвојен је нови устав, који је председнику дао веће овласти и продужио председнички мандат са пет на седам година.
Јануара 2006, Нгесо је изабран за председника Афричке уније, наследнице Организације афричког јединства. На Петом ванредном конгресу Радничке партије Конга у децембру 2006, поново је био изабран за председника партије.
Јула 2009, освојивши на председничким изборима 78,61% гласова (опозиционари су бојкотовали изборе), Нгесо је преузео још један седмогодишњи мандат. Дана 15. августа 2010. године, присуствовао је великој паради на улицама Бразавила, одржаној у част 50. годишњице проглашења независности од Француске.
У октобру 2021. године, Денис Сассоу Н'Гуессо је наведен у скандалу "Пандора Паперс". Према подацима међународног конзорцијума новинара, 1998. године, непосредно након повратка Денис Сассоу Н'Гуессоа на власт, компанија Интер Африцан Инвестмент је наводно регистрован на Британским Дјевичанским острвима, карипском пореском рају. Сассоу Н'Гуессо негира било какве незаконите радње.